# Victor (Kolorado)
Victor – miasto w Stanach Zjednoczonych, w stanie Kolorado, w hrabstwie Teller.